# Nicky Cocquyt
Nicky Cocquyt (* 14. Oktober 1984 in Evergem) ist ein Radsporttrainer und ehemaliger belgischer Radrennfahrer, der auf Bahn- und Straße aktiv war.

## Sportliche Laufbahn
Nicky Cocquyt wurde im Jahr 2000 belgischer Bahnradmeister im Omnium in der Jugendklasse. In der Saison 2005 gewann er das Eintagesrennen Brussel-Zepperen. Auf der Bahn gewann er mit Davy Tuytens den UIV Cup in Gent. Im nächsten Jahr gewannen sie zwei Rennen der UIV-Cup-Serie und entschieden auch die Gesamtwertung für sich. 2006 und 2007 gewann Cocquyt jeweils eine Etappe bei der Ronde van Antwerpen. In der Saison 2008 gewann er das Eintagsrennen De Drie Zustersteden.
Seit 2010 ist Cocquyt vorrangig auf der Bahn aktiv. 2010 und 2011 wurde er belgischer Meister im Omnium, 2013 und 2016 gemeinsam mit Moreno De Pauw im Zweier-Mannschaftsfahren.

## Berufliches
Ende 2018 übernahm Nicky Cocquyt als Nachfolger von Kenny De Ketele die Funktion des belgischen Nationaltrainers der Junioren-Nationalmannschaft im Bereich Ausdauer.

## Erfolge
2000
- Belgischer Jugend-Meister – Omnium

2001
- Belgischer Junioren-Meister – Zweier-Mannschaftsfahren (mit Ingmar De Poortere)

2002
- Belgischer Junioren-Meister – Scratch

2006
- UIV-Cup

2008
- De Drie Zustersteden

2010
- Belgischer Meister – Omnium

2011
- Belgischer Meister – Omnium

2013
- Belgischer Meister – Punktefahren, 1000-Meter-Zeitfahren, Zweier-Mannschaftsfahren (mit Moreno De Pauw)

2016
- Belgischer Meister – Punktefahren, 1000-Meter-Zeitfahren, Zweier-Mannschaftsfahren (mit Moreno De Pauw)